# U 925
U 925 war ein deutsches Unterseeboot des Typs VII C. Diese U-Bootklasse wurde auch „Atlantikboot“ genannt. Es wurde durch die Kriegsmarine während des U-Boot-Krieges eingesetzt.

## Technische Daten
U 925 war das letzte von insgesamt 188 VII C-Booten, die im Jahr 1943 in Dienst gestellt wurden. Die Neptun Werft wurde erst ab 1941 in das U-Bootbauprogramm eingebunden. Anfänglich war ein jährlicher Ausstoß von sechs Booten geplant, was aber nie erreicht wurde. Im Sommer 1943 wurde dann beschlossen – nach Abarbeitung der bisherigen Aufträge – den U-Bootbau auf dieser Werft einzustellen. Die Neptun Werft stellte insgesamt zehn U-Boote fertig, davon zwei vom Typ VII C/41 und acht vom Typ VII C. Dieses Modell erreichte, getrieben von zwei Dieselmotoren, bei der Überwasserfahrt eine Geschwindigkeit von 19 kn und konnte unter Wasser mithilfe der zwei Elektromotoren 8 kn Fahrt machen. Die Leistungskraft der Batterien ermöglichte diese Höchstgeschwindigkeit bei der Unterwasserfahrt allerdings nur für eine Stunde. Bei geringerer Geschwindigkeit konnte das Boot theoretisch bis zu drei Tage unter Wasser fahren. Ein Tauchgang von dieser Länge war natürlich der Besatzung nicht zuzumuten, denn die Luft in den Booten des Typs VII C war bereits nach 24 Stunden sehr verbraucht. Das war auch das übliche Intervall zum Aufladen der Batterien durch Generatoren während einer Oberflächenfahrt.

### Schnorchelboot
U 925 verfügte über einen sogenannten Schnorchel, einen Be- und Entlüftungsschlauch, der an einem ausklappbaren Mast aufgehängt war und am oberen Ende über einen Schwimmer verfügte, der den Schnorchelausgang über Wasser halten sollte. Der Schnorchel gewährleistete gleichzeitig die Abfuhr der Dieselgase, als auch die Frischluftzufuhr zur Ermöglichung längerer Unterwasserfahrten.

## Kommandant
- 20. Dezember 1943 bis 18. August 1944

Helmuth Knoke wurde am 11. August 1906 in Trier geboren. Seine U-Bootausbildung absolvierte er von März bis September 1942 und fuhr anschließend als Wachoffizier auf U 462. Im Juni desselben Jahres ging er von Bord, um an weiteren Lehrgänge bei der 12. U-Flottille und der 23. U-Flottille teilzunehmen. Im Anschluss daran wurde Helmuth Knoke im November zum Oberleutnant zur See befördert. Nach der Baubelehrung trat er im Winter 1943 das Kommando auf U 925 an.

## Einsatz und Geschichte
U 925 unternahm während seiner Dienstzeit keine Feindfahrten. Nach einigen Übungsfahrten in der Ostsee wurde es schließlich als Wetterboot eingesetzt.

### Wetterboot
Grundlage solcher Einsätze war die Tatsache, dass die Wetterlage in Europa maßgeblich von den meteorologischen Vorgängen im arktischen Raum abhängt. Die Aufgaben solcher Boote umfassten das Ermitteln von Temperaturen und Wetterbeobachtungen, aus denen momentaner und erwarteter Wetterstand zur Unterstützung weiterer operativer Planung der Kriegsmarine abgeleitet werden konnten.

### Versenkung
Am 24. August lief U 925 zu einem Wetterbooteinsatz im Nordatlantik aus Kristiansand aus. Ab dann meldete sich das Boot nicht mehr und es wurden auch keine Sichtungen gemeldet. U 925 gilt somit als verschollen. Mögliche Ursache kann ein Tauchunfall infolge menschlichen Versagens oder technischer Mängel oder eine Kollision mit einer Treibmine sein.